# Saint-Marcel, Haute-Saône
Saint-Marcel är en kommun i departementet Haute-Saône i regionen Bourgogne-Franche-Comté i östra Frankrike. Kommunen ligger i kantonen Vitrey-sur-Mance som tillhör arrondissementet Vesoul. År 2022 hade Saint-Marcel 90 invånare.

## Befolkningsutveckling
Antalet invånare i kommunen Saint-Marcel
| Referens: INSEE |